# Caledonia, Michigan
Caledonia är en ort (village) i Kent County i Michigan. Vid 2020 års folkräkning hade Caledonia 1 622 invånare.